# Antonella Ríos
Antonella Ríos Mascetti (Valdivia, Los Ríos, 31 de julio de 1974) es una actriz y presentadora de televisión chilena. 

## Biografía
Nació el 31 de julio de 1974 en Valdivia. Hija de Óscar Ríos Carrasco; arquitecto, diseñador y Premio Nacional de Diseño, y de Loretta Mascetti Devoto; profesora de italiano.

## Carrera
En 2000 debutó como bailarina en el programa juvenil Mekano, del canal privado Mega.
En 2003 actuó en la película Los debutantes del director Andrés Waissbluth, donde una escena realizada por Antonella causó revuelo nacional. Además, tuvo una pequeña aparición en Machos.
Entre 2003 y 2009 fue parte estable de las teleseries de Canal 13, bajo la dirección ejecutiva de Verónica Saquel, destacando en Brujas como una profesional del servicio y en Cuenta conmigo como una orate.
En 2005 participó en el concurso de La Cuarta para elegir a la Reina Guachaca, junto a Tonka Tomicic, Noelia Arias, Maura Rivera y Daniela Tobar. Dióscoro Rojas dijo sobre Antonella: «Ella es muy distinguida y tiene un toque preciso para invitarla a bailar a un club social. Debe ser seca pa' la cumbia, para el tango y el bolero. El guachaca, que es un caballero de tomo y lomo, tiene que pasar a buscarla con su mejor terno para no desentonar.»
En noviembre de 2010 debutó como conductora de un nuevo matinal de La Red llamado Mujeres primero, donde hizo dupla con la venezolana Janine Leal por seis años. En paralelo al programa, durante 2011 grabó la teleserie Maldita, la última que ha realizado de manera estable.
En julio de 2021 se integró a TV+ como panelista del programa Me late prime, en principio solo por unas semanas en reemplazo de Pamela Díaz, sin embargo continuó por todo un año.
En 2024 es panelista del programa de espectáculos Que te lo digo, del canal de cable Zona Latina.

## Vida personal
Tuvo una relación con el director Ítalo Galleani, en 2007 anunció su primer embarazo. Se conocieron durante la filmación de la teleserie Brujas, para Canal 13.
Sobre trabajar con su pareja, dijo: «Confío y me encanta trabajar con él, porque es talentoso en lo que hace, y no lo digo sólo yo, sino también mis compañeros. Pero puede haber comentarios, aunque no estoy pendiente de eso. Se puede creer que es más fácil para mí, pero no».
El 6 de febrero de 2016 nació su segundo hijo, Manuel, fruto de la relación con el también actor Daniel Elosúa. 

## Filmografía
| Año  | Título                    | Director              |
| ---- | ------------------------- | --------------------- |
| 2003 | Los debutantes            | Andrés Waissbluth     |
| 2004 | Santiago oculto           | Reinhardt Schultz     |
| 2004 | El último sacramento      | Camilo Becerra        |
| 2009 | Súper, todo Chile adentro | Fernanda Aljaro       |
| 2009 | Heiße Spur                | Marcus O. Rosenmüller |

## Televisión
| Año  | Título         | Papel              | Notas       |
| ---- | -------------- | ------------------ | ----------- |
| 2003 | Machos         | Yolanda Salcedo    | 9 episodios |
| 2004 | Hippie         | Juana Pizarro      |             |
| 2005 | Brujas         | Mariana Carvajal   |             |
| 2006 | Descarado      | Catalina Montoya   |             |
| 2008 | Lola           | Francisca Monsalve |             |
| 2009 | Cuenta conmigo | Margarita Jiménez  |             |
| 2012 | Maldita        | Claudia Montero    |             |
| 2014 | Valió la pena  | Sonia              | Especial    |

| Año       | Título                      | Papel             | Notas                                   |
| --------- | --------------------------- | ----------------- | --------------------------------------- |
| 2003      | La vida es una lotería      | Carola            | Episodio: ¿De qué se ríe Stevie Wonder? |
| 2005      | Los simuladores             | Macarena González | Episodio: El sobreviviente              |
| 2006      | Mujer, rompe el silencio    | Paloma            |                                         |
| 2007      | Dinastía Sá Sa              | Mariana Carvajal  |                                         |
| 2008–2012 | Infieles                    |                   | 2 episodios                             |
| 2010      | La Colonia                  | Tetera de Campo   | 2 episodios                             |
| 2013      | Maldito corazón             | Paola Vásquez     | Episodio: Crimen en el barco            |
| 2013–2017 | Lo que callamos las mujeres | Varios personajes |                                         |

| Año           | Título              | Papel                |
| ------------- | ------------------- | -------------------- |
| 2000–2001     | Mekano              | Bailarina            |
| 2006          | Locos por el baile  | Jueza                |
| 2010          | Así somos           | Panelista            |
| 2010–2016     | Mujeres primero     | Presentadora         |
| 2012          | Mi nombre es... VIP | Concursante          |
| 2013          | Intrusos            | Panelista            |
| 2017          | Doble tentación     | Coach de actividades |
| 2017          | La divina comida    | Concursante          |
| 2022          | Me late prime       | Panelista            |
| 2024          | Top Chef VIP        | Concursante          |
| 2024–presente | Qué te lo digo      | Panelista            |
| 2024–2025     | Palabra de honor    | Concursante          |